# Prisoner (The Jezabels)
Prisoner è il primo album in studio del gruppo musicale indie rock australiano The Jezabels, pubblicato nel 2011.

## Tracce
1. Prisoner – 4:13
2. Endless Summer – 4:12
3. Long Highway – 6:02
4. Trycolour – 5:14
5. Rosebud – 4:16
6. City Girl – 5:24
7. Nobody Nowhere – 2:45
8. Horsehead – 4:30
9. Austerlitz – 3:04
10. Deep Wide Ocean – 4:45
11. Peace of Mind – 4:01
12. Reprise – 0:57
13. Catch Me – 5:45